# Kabinet-Thorbecke II
Het kabinet-Thorbecke II was een liberaal Nederlands kabinet van 1862 tot 1866.
Dit tweede kabinet onder leiding van Thorbecke richt zich vooral op versterking van de economie. Het is, zo heet het, 'met de spade op de schouder' aangetreden. Het kabinet weet wetten over nieuwe waterverbindingen, over verbetering van het middelbaar onderwijs, en tot verlaging van invoerrechten en opheffing van gemeentelijke accijnzen tot stand te brengen. De ministers zijn allen liberaal.
In 1865 krijgt het kabinet te maken met een affaire die leidt tot het aftreden van de minister van Financiën. Korte tijd daarna ontstaat een intern conflict, waarna Thorbecke en Olivier hun ontslag indienen. De anderen blijven aan.

## Bijzonderheden
- Er wordt een algemeen vrijhandelstarief ingevoerd.
- De accijnzen op brandstoffen worden afgeschaft.
- Er komen wetten tot stand inzake de aanleg van de Nieuwe Waterweg en van het Noordzeekanaal.
- In augustus 1862 wordt er besloten tot afschaffing van de slavernij per 1 juli 1863 in de toenmalige koloniën Suriname en Curaçao en Onderhorigheden.
- In 1865 breekt een runderpest (rundertyfus) uit, die zeer schadelijk is voor de veestapel.

De Limburgse brievenaffaire gaat door als het eerste echte schandaal in de Nederlandse parlementaire geschiedenis. Minister Betz van Financiën komt met een voorstel om de grondbelasting in Limburg te verhogen (en daarmee gelijk te trekken aan die in de rest van Nederland). De behandeling van dit voorstel gaat trager dan voorzien. Vanuit de oppositie wordt gesuggereerd dat het uitstel te maken heeft met de verkiezingen in 1864.
Door het Venloosch Weekblad wordt een brief openbaar gemaakt, waaruit blijkt dat Betz inderdaad aan het Limburgse Kamerlid (en oud-minister) Van der Maesen de Sombreff beloofd heeft de behandeling tot na de verkiezingen uit te stellen. Mocht Limburg bij de verkiezingen overwegend liberaal stemmen, dan wilde hij wel helemaal van elke verhoging afzien. Na deze publicatie zag Betz zich gedwongen om af te treden. Baron Van Zuylen van Nijevelt vroeg hierna om een parlementaire enquête naar de vraag of ook Thorbecke hiervan geweten had. Dat wordt afgewezen. Het wetsvoorstel over de grondbelasting in Limburg werd vervolgens alsnog behandeld en aangenomen.
Tussen enerzijds Thorbecke en Olivier en anderzijds de andere ministers ontstaat eind 1865 een conflict over de vraag of het nieuwe Wetboek van Strafrecht in Nederlands-Indië bij wet of bij koninklijk besluit moet worden ingevoerd. Thorbecke en Olivier willen invoering bij wet. Hoewel Fransen van de Putte verklaart dat dit het enige verschil van mening is dat tot de breuk heeft geleid, lijken er ook andere redenen te zijn geweest. Vooral het inzicht bij Thorbecke dat jongeren de leiding van de liberalen van hem willen overnemen, is de diepere oorzaak.
Een andere belangrijke wet onder minister Thorbecke was de 'Spoorwegwet' uit 1860.
Deze wet voorziet in de aanleg van spoorwegen door de Staat der Nederlanden, als zich hiervoor een 'concessionaris/exploitant' aanbiedt. 
Vóór 1860 was de aanleg van spoorwegen in Nederland geheel afhankelijk van de marktsituatie en daarbij, investeerders van buiten Nederland. Tussen Amsterdam, Rotterdam en het Europese achterland 
waren dat met name Engelse kapitaalverschaffers die de havens van Amsterdam en Rotterdam voorzagen van spoorwegaanleg.
Andere havens van grote betekenis waren rond 1850 Vlissingen en Harlingen. Na aanname van de spoorwegwet 'Van Hall', een bewindsman die zorgde voor het op orde maken van de staatstekorten (vooral veroorzaakt door de afscheiding met de Zuidelijke Nederlanden, België in 1839).
Allereerst werden na aanname van de 'Wet-Van Hall' (1860) de havens van Harlingen en Vlissingen, en het traject Breda- Tilburg aangelegd. 
De opening van de spoorweg van Harlingen naar Ihrhove Duitsland (het eerste deel in 1863 als baanvak Harlingen-Leeuwarden). Te Harlingen kwam de spoorlijn werkelijk goed in gebruik, na decennia van smeekbeden voor kade-aansluitingen, tot een grote bloei van Frieslands belangrijkste zeehaven op dat moment. Ook Vlissingen kreeg te maken met kansen als doorvoerhaven in de relatie Engeland- Europa. Maar, al spoedig werd Harlingen overvleugeld door Amsterdam (aanleg Noordzeekanaal en zeesluizen IJmuiden), en ditzelfde lot viel Vlissingen ten deel. Harlingen werd opgeofferd aan Amsterdam, meer op irrationele gronden (herleving Gouden Eeuw, lobby financiële aristocratie), terwijl Vlissingen op rationele gronden het verloor aan Rotterdam door de handel tussen Duitsland en Amerika. Verreweg het grootste deel van het Nederlandse spoorwegnet is op/na totstandkoming van de Wet-Van Hall gerealiseerd.

## Ministers
| Minister van Buitenlandse Zaken                                                             | Anthony Jan Lucas baron Stratenus                    | geen pol. stroming | a.i., van 1 februari 1862 tot 13 maart 1862      |
| Minister van Buitenlandse Zaken                                                             | Paul Therèse van der Maesen de Sombreff              | liberaal           | van 12 maart 1862 tot 2 januari 1864             |
| Minister van Buitenlandse Zaken                                                             | Willem Johan Cornelis ridder Huyssen van Kattendijke | liberaal           | a.i., van 2 januari 1864 tot 15 maart 1864       |
| Minister van Buitenlandse Zaken                                                             | Epimachus Jacobus Johannes Baptista Cremers          | liberaal           | van 15 maart 1864                                |
| Minister van Justitie                                                                       | Nicolaas Olivier                                     | liberaal           | tot 10 februari 1866                             |
| Minister van Binnenlandse Zaken                                                             | Johan Rudolph Thorbecke                              | liberaal           | tot 10 februari 1866                             |
| Minister van Financiën                                                                      | Gerardus Henri Betz                                  | liberaal           | van 1 februari 1862 tot 27 november 1865         |
| Minister van Financiën                                                                      | Nicolaas Olivier                                     | liberaal           | a.i. , van 27 november 1865 tot 10 februari 1866 |
| Minister van Oorlog                                                                         | Johan Wilhelm Blanken                                | liberaal           |                                                  |
| Minister van Marine                                                                         | Willem Johan Cornelis ridder Huyssen van Kattendijke | liberaal           | van 1 februari 1862 tot 6 februari 1866          |
| Minister van Marine                                                                         | Johan Wilhelm Blanken                                | liberaal           | a.i., van 5 februari 1866                        |
| Minister van Koloniën                                                                       | Gerhard Hendrik Uhlenbeck                            | liberaal           | van 1 februari 1862 tot 3 januari 1863           |
| Minister van Koloniën                                                                       | Gerardus Henri Betz                                  | liberaal           | a.i., van 3 januari 1863 tot 2 februari 1863     |
| Minister van Koloniën                                                                       | Isaäc Dignus Fransen van de Putte                    | liberaal           | van 2 februari 1863                              |
| Minister van Zaken der rooms-katholieke Eredienst                                           | Karel Adrianus Meeussen                              | liberaal           | van 1 februari 1862 tot 1 juli 1862              |
| Minister van Zaken van de Hervormde en andere Erediensten, behalve die der rooms-katholieke | Jolle Albertus Jolles                                | liberaal           | van 1 februari 1862 tot 1 juli 1862              |

## Mutaties
- In juli 1862 worden de twee departementen voor de erediensten opgeheven. De twee ministers krijgen een andere functie.
- In december 1862 verwerpt de Eerste Kamer de begroting van Koloniën. Minister Uhlenbeck treedt om die reden af. Zijn opvolger is het Tweede Kamerlid Fransen van de Putte.
- Een jaar later, in december 1863, verwerpt de Eerste Kamer de begroting van Buitenlandse Zaken. Minister Van der Maesen de Sombreff vraagt daarop ontslag. Zijn opvolger is de Groningse katholiek Cremers.
- Al nadat het kabinet demissionair is geworden, overlijdt minister Huyssen van Kattendijke van Marine.

Schimmelpenninck ·
De Kempenaer-Donker Curtius ·
Thorbecke I ·
Van Hall-Donker Curtius ·
Van der Brugghen ·
Rochussen ·
Van Hall-Van Heemstra ·
Van Zuylen van Nijevelt-Van Heemstra ·
Thorbecke II ·
Fransen van de Putte ·
Van Zuylen van Nijevelt ·
Van Bosse-Fock ·
Thorbecke III ·
De Vries-Fransen van de Putte ·
Heemskerk-Van Lynden van Sandenburg ·
Kappeyne van de Coppello ·
Van Lynden van Sandenburg ·
Heemskerk Azn. ·
Mackay ·
Van Tienhoven ·
Röell ·
Pierson ·
Kuyper ·
De Meester ·
Heemskerk ·
Cort van der Linden ·
Ruijs de Beerenbrouck I ·
Ruijs de Beerenbrouck II ·
Colijn I ·
De Geer I ·
Ruijs de Beerenbrouck III ·
Colijn II ·
Colijn III ·
Colijn IV ·
Colijn V ·
De Geer II ·
Gerbrandy I ·
Gerbrandy II ·
Gerbrandy III ·
Schermerhorn-Drees ·
Beel I ·
Drees-Van Schaik ·
Drees I ·
Drees II ·
Drees III ·
Beel II* ·
De Quay ·
Marijnen ·
Cals ·
Zijlstra* ·
De Jong ·
Biesheuvel I ·
Biesheuvel II* ·
Den Uyl ·
Van Agt I ·
Van Agt II ·
Van Agt III* ·
Lubbers I ·
Lubbers II ·
Lubbers III ·
Kok I ·
Kok II ·
Balkenende I ·
Balkenende II ·
Balkenende III* · 
Balkenende IV ·
Rutte I ·
Rutte II · 
Rutte III ·
Rutte IV ·  
Schoof

* rompkabinet